# キャノンダンサー
『キャノンダンサー』とは、1996年2月13日にミッチェルが開発し、アトラスから発売された、2Dサイドビュー、全方向スクロールのアクションゲームタイプのアーケードゲームである。日本国外でのタイトルはOsman。大量のドット絵による流麗なキャラクター動作、高い操作性によるスピード感あふれるアクション、退廃的な近未来を舞台にした独特の世界観が特徴。
プロデューサーの四井浩一をはじめ、本作のスタッフはかつてカプコンで『ストライダー飛竜』の制作に携わっていたメンバーが中心となっている。
このこともあってか、『ストライダー飛竜』との類似性が指摘されている 。

## ストーリー
本項では主人公と敵対するテロ集団・スレイヴァーと彼らがあがめる神の名前が同じであるため、混同防止の観点から、思想テロ集団としてのスレイヴァーについては、「組織」もしくは「教団」と表現する。
戦闘集団『狄（てき）』の戦士・麒麟のもとに、連邦法務長官ジャック・レイソンから「思想テロ集団スレイヴァーに占拠された湾岸都市グランの奪還」の依頼が舞い込む。麒麟は依頼に応え占領者・GAMRANを倒して都市を解放するが、スレイヴァーに存在を察知される。
その後麒麟は、教団の神殿に乗り込むが、そこへレイソンとその部下が現れ、用済みとみなされた麒麟は、教団の信者たちとともに逮捕される。
麒麟は砂漠の処刑場に置かれるが、何とか脱走し、地下にある採石場へ行く。そこで彼は、狄の者と対決し、撃破する。
その後、この処刑場に収容されていた囚人たちが反乱を起こして連邦の潜水艦を奪う。麒麟はこの潜水艦に乗るも、インド洋にて爆発炎上を起こしたため、ボートで「記憶の森」という場所に上陸する。そして、連邦の首都プラハに行き、レイソンの部屋に到着するも、神たるスレイヴァーの介入を受ける。
麒麟はスレイヴァーが遣わした虚像に導かれ、北極圏に到達し、そこでスレイヴァーに命を借りたHERIO、GAMRAN、偽麒麟、狄の三人、そしてスレイヴァー本人と戦う。

## キャラクター
麒麟
本編の主人公であり、プレイヤーキャラ。人並みはずれた身体能力を有し、徒手空拳で敵を次々と葬っていく。
スレイヴァー
思想テロ集団スレイヴァーの崇める神。その能力は死んだ者を蘇らせるなど、驚異的。自らを神と名乗り、時折敵対するはずの麒麟を誘う役目もはたす。
狄のカノンス
「狄（テキ）」の名を冠する戦士の1人。麒麟の兄弟子らしいが、自身が戦うことを好まず、機械兵器を自らの手足のごとくたくみに操る。
狄のティアノン
「狄」の戦士の1人。華麗に空を舞い、マントを使った体術や空を斬り裂く脚技で麒麟をも圧倒する。作中、麒麟に恋慕の感情を抱いているようなそぶりを見せることも。
狄のウィルフ
「狄」の戦士の1人。両手に付けたカギ爪を使って麒麟に戦いを挑む。他の「狄」を全て撃ち倒し、自らが最終兵器となるのが目的。
ジャック・レイソン
連邦法務長官。麒麟にスレイヴァーに奪われた都市の奪回の依頼したが、麒麟を裏切り砂漠へと追い遣る。後にスレイヴァーに殺される。

## ゲームシステム
8方向レバー（移動）と3つのボタン（Aボタン：アタック、Bボタン：ジャンプ、C ボタン：Ⓢアタック）で自機を操作する。ライフ・残機制。
このほかにも以下の動作が存在する。
鰐掛け
ジャンプ中、敵の近くでBボタンを押すことで出せる投げ技。空中で敵をつかみ、敵を抱えて頭から地面に叩きつける技。ザコ兵士に対してだけでなく、小型サイズのロボットや、人間サイズのボスに対しても仕掛けることができる。 発生から技終了まで無敵状態となるが、技終了直後から敵キャラが行動可能になり反撃が確定してしまう場合があるので、使いどころの見極めが必要。
スライディング
レバーを右下/左下に入れながらBボタンを押す と、しゃがみながら高速移動するスライディングを出せる。スライディング自体は攻撃判定を持たないが、スライディング中にAボタンを押すことで移動しながらの攻撃を出すことができる。スライディング中にBボタンを押すと、 落ち穂拾いという投げ技を出すことができる。スライディング終了後、スライディングの方向へレバーを入れ続けると、そのままダッシュへ派生する。
落ち穂拾い
スライディング中に敵キャラに重なってBボタンを押すことで出せる投げ技。発生から技終了まで無敵となる。鰐掛け同様、人間サイズの敵キャラに対してのみ有効。発動後、レバーを右/上/左に入れることで、敵を任意の方向に投げることができる。投げ飛ばした敵には攻撃判定があるため、ザコ敵が密集する場所に左右に投げ飛ばしてまとめてダメージを与えたり、真上に投げた場合には落下が終わるまで敵キャラは行動不能になるため、落下中を狙って攻撃することで大ダメージを与えることができる。
キザミ舞い
Aボタンを連打しながら、レバーを上下前に振ることで、通常のAボタン連打の蹴り攻撃とは異なる、パンチによるコンビネーション攻撃を出すことができる。通常の攻撃と比べて約２倍の攻撃力がある。
キリン星祭り
Cボタンを押すことで、いわゆるボム・緊急回避技となる「キリン星祭り」が発動する。発動直後から発動終了時まで無敵状態となり攻撃を行う。発動後、麒麟は逆五芒星を描くように分身を残しながら体当たりを仕掛け、計６回の連続攻撃を行う。体当たりの軌道上に攻撃判定があり、１撃目から連続で攻撃を当てた場合、ラスボスでも体力の約６割を奪う、ゲーム中最大威力を持つ攻撃となっている。プレイヤー１機あたり、３発が初期状態でストックされており、ゲーム中にストックを回復させる手段はない。

## アイテム
道中には「緑」・「黄」・「青」・「赤」の4種類のアイテムが配置されている。このうち、赤以外はいずれも体力ゲージが回復する効果があり、それぞれ回復量が異なる。また、赤色のパワーアップアイテムを取得することで、初期状態から1段階ずつ、計4段階パワーアップし、それによって麒麟の履くズボンの色が変化する。ダメージを受けるごとに１段階ずつパワーダウンする。初期状態を除き、２段階目以降では攻撃力を持った麒麟の残像を一定時間残すことができ、それが本作の大きな特徴の一つとなっている。残像を適切に配置することで強力なボスキャラなどに対して安全に戦うことができるが、被弾して残像を失った場合、苦戦を強いられることになる。
レベル１：青
初期状態。残像はつかない。
レベル２：紫
１体の残像がつく。
レベル３：赤
２体の残像がつく。
レベル４：白
４体の残像がつく。
レベル５（最終段階）：黒
４体の残像に加えて、通常の攻撃に虹色のオーラが付与され、攻撃力と攻撃範囲が増大する。最終段階のみ、２０回攻撃を行うとオーラが消え、レベル４の状態に戻される。

## ステージ構成
全6ステージ×1周。国内版と海外版では地名が一部異なるほか、海外版のほうが地名が細かい。
ステージ1　湾岸都市グラン （海外版：Agadan---on the Persian Gulf（ペルシャ湾岸アガダン））
工業地帯を横移動するような短めのステージ構成で、難易度が低めのギミックが配置されており、天井ぶら下がり、スライディング、といった基本的な動きを学ぶことができるチュートリアルステージのようでもある。ボスはGAMRAN。
ステージ2　
ステージ1クリア後直後の場面からスタートする。反重力クリスタルを駆使して超高層ビルの側面を飛びあがり、雲海と雲上の都市を見晴らす高所から、急斜面を駆け下りたのちに反転して崖をよじ登り、ボスステージとなるスレイヴァーの神殿に到達する内容である。ザコ敵はほとんど登場しない。ボスは人型の炎HERIOであり、狭い円形の檻の中で戦うことになる。
ステージ3　炎の砂漠バフア（海外版：Somewhere in the Cabil Desert（カビル砂漠のどこか））
レイソンらに捕らわれた麒麟が、砂漠の処刑場に縛り付けられた状態でステージが始まる。太陽の照り付けるステージ前半を超えると、後半では地下に飛び下り、鉱石の採掘所がステージとなっている。ステージ後半の途中、上中下ルートの三択、上下ルートの二択があり、どのルートを通るかでステージ3，4，5で出現するボス（狄のいずれか一人）の順番に変化があり、あわせてボスのセリフにも変化がみられる。ボスステージは飛鉱石を中心とした円形のステージであり、時計回りの重力場の中で戦う。ボスを倒すと、反乱を起こした囚人たちが奪った連邦の潜水艦に乗り込むデモがある。
ステージ4　非情のインド洋（海外版：Near Chagos in the midst of Indian Ocean（インド洋中央部チャゴス諸島付近））
潜水艦で戦艦に体当たりして乗り込み、爆発炎上する戦艦の内部を駆け抜けてゆく。ステージ後半では、インド洋の荒波に抗うボートに乗り移り、波に揺られる不安定な足場の上で飛行兵やレーザー砲台を迎え撃つことになる。ステージ後半を終えると、現れたスレイヴァーの虚像によって空中要塞のような構造物に導かれ、狄の一人と戦う。
ステージ5　記憶の森（海外版：in the woods near Aleppo（アレッポ近郊の森））、連邦首府プラハ（in Prague,the capital of the Federation（連邦首府プラハ））
ステージ前半は記憶の森という巨大な森であり、反重力クリスタル、および飛鉱石が大量に設置されている。ステージ中間では狄の最後の一人が中ボスとして立ちはだかり、かつて戦った記憶を追うことになる。ステージ後半は連邦の首都であるプラハであり、ステージボスはGAMRANに似たEURO-GAM。
ステージ6北極圏（海外版：Near Saskiraf in the taiga/タイガのサスキラフ付近）、太陽圏（In the solar sphere/太陽圏）
スレイヴァーが遣わした虚像に導かれ、北極圏に到達する麒麟。ステージ前半では、画面右側の急斜面に張り付きながら、反重力クリスタルを利用して駆け上がって行く。これまでのステージ1～5ではライフがゼロになった場合、残機があればその場で復活できたが、このステージの前半のみライフを失った場合、ステージの最初に戻されてしまう。ステージ後半ではスレイヴァーに命を借りたHERIO、GAMRAN、偽麒麟、狄の三人、そして"神"であるスレイヴァーと戦う。

## 評価
本作の発売された1996年は、1991年発売のストリートファイターⅡに端を発する対戦型格闘ゲームブームの全盛期であり、アクションゲームである本作は販売面では不振に終わった。しかし近年再評価の動きがあり、「転清・アート・ドット・ワークス（2011年刊）」「知られざる名作ゲーム達〜1990年代編〜（2019年刊）」といった書籍で記事が組まれた他、PIXIVなどのイラスト投稿コミュニティでも、定期的にファンアートの投稿が続いている。

## 移植
本作を開発したミッチェルが2012年より休眠状態となっている事もあって長らく他プラットフォームへの移植は行われていなかったが、2022年にドイツのパブリッシャーであるININ Gamesによる家庭用プラットフォーム（PlayStation 4/PlayStation 5/Xbox One/Xbox Series X/S/PlayStation 4/Nintendo Switch）への移植が発表された。『キャノンダンサー -OSMAN-』のタイトルで2023年4月13日発売。
なお本作の企画を担当した四井浩一は、2014年にゲームコミュニティサイトcubed3のインタビューに対し「もしミッチェルがキャノンダンサーの新作のために自分を必要とするならば協力したい」と、前向きな姿勢を示していた。また、電ファミニコゲーマーとエムツーが合同で行った復刻してほしい作品のアンケートでは、4票（15位）が入っており、『BATSUGUN』など複数作品と同位だった。